# Eirik Hestad
Eirik Hestad (Aureosen, 26 de junio de 1995) es un futbolista noruego que juega de centrocampista en el Molde FK de la Eliteserien.

## Trayectoria
Hestad comenzó su carrera deportiva en el Molde FK, con el que debutó el 25 de octubre de 2012, en un partido de la Liga Europa de la UEFA ante el Steaua de Bucarest. Abandonó el club al finalizar el año 2021 para seguir su carrera en el Pafos F. C. chipriota. Tras esta experiencia regresó al Molde FK en julio de 2023 con un contrato de cuatro años y medio.

## Selección nacional
Hestad fue internacional sub-17, sub-18, sub-19 y sub-21 con la selección de fútbol de Noruega.

## Clubes
| Club        | País    | Año       |
| ----------- | ------- | --------- |
| Molde FK    | Noruega | 2012-2021 |
| Pafos F. C. | Chipre  | 2022-2023 |
| Molde FK    | Noruega | 2023-     |

## Palmarés

### Títulos nacionales
| Título          | Club     | País    | Año  |
| --------------- | -------- | ------- | ---- |
| Copa de Noruega | Molde FK | Noruega | 2013 |
| Tippeligaen     | Molde FK | Noruega | 2014 |
| Copa de Noruega | Molde FK | Noruega | 2014 |
| Eliteserien     | Molde FK | Noruega | 2019 |
| Copa de Noruega | Molde FK | Noruega | 2023 |